# العراف البابلي القديم
العراف البابلي القديم (بالإنجليزية: Old Babylonian oracle) هي أسطورة سومرية نقشت على ألواح طينية تعود لفترة تتراوح بين 2340 و2200 قبل الميلاد.
اكتُشفت الأسطورة في متحف جامعة بنسلفانيا للآثار والأنثروبولوجيا ضمن فهرس القسم البابلي (CBS)، وهي موجودة على اللوح رقم 8322 الذي تم العثور عليه في حفريات مكتبة معبد نيبور. قام جورج هارون بارتون بترجمة النص في عام 1918 ونُشر لأول مرة بعنوان "نصوص دينية سومرية" في النقوش البابلية المتنوعة، الجزء الثاني، تحت عنوان "عراف بابلي قديم". تبلغ أبعاد اللوح 3.2 بوصة (8.1 سم) × 2.6 بوصة (6.6 سم) وبسمك يصل إلى 0.85 بوصة (2.2 سم).
بارتون يوضح أن النص معقد وغامض، ويعترف بأن التفسير المقترح غير مؤكد ويجب التعامل معه بحذر. يقترح أن النص يتحدث عن نبوءة يقدمها عراف لكاهن باسم "ألو-كال" الذي يرغب في إعادة بناء بيوت أو معبد من خشب الأرز. يُشير بارتون إلى أن إنليل يظهر لاحقًا ويأخذ فأس إنكي، ربما لقطع أشجار الأرز للبناء الذي يتولى حراسته. ثم يناشد ألو-كال الآلهة لحماية بيوت الأرز، فتُعظمه الآلهة في جوابها ويُطلق عليه لقب "الأمير الملتحي"، مما يُشير إلى أنه قد يُعتبر مؤلهًا كما كان الحال مع نارام سين، وكوديا، وشولجي.

## أنظر أيضاً
- مناظرة بين الشتاء والصيف
- أسطورة إنليل ونينليل
- ترنيمة إنليل
- ترنيمة معبد كش
- مرثاة أور
- الدين السومري
- أدب سومري